# Liakhvi
La Liakhvi ou la Grande Liakhvi (en géorgien : ლიახვი) est une rivière située dans la région centrale de la Géorgie, dans le Caucase.

## Géographie
La rivière prend sa source dans la région d'Ossétie du Sud pour se jeter dans le fleuve Koura à Gori. Au bord de la Liakhvi se situent notamment les villes de Tskhinvali et de Gori, ville natale de Staline.